# العلاقات التوفالية الميانمارية
العلاقات التوفالية الميانمارية هي العلاقات الثنائية التي تجمع بين توفالو وميانمار.

## مقارنة بين البلدين
هذه مقارنة عامة ومرجعية للدولتين:
| وجه المقارنة                                              | توفالو                         | ميانمار          |
| --------------------------------------------------------- | ------------------------------ | ---------------- |
| المساحة (كم2)                                             | 26                             | 676.58 ألف       |
| عدد السكان (نسمة)                                         | 11.19 ألف                      | 53.37 مليون      |
| الكثافة السكانية (ن./كم²)                                 | 43.04 ألف                      | 78.88            |
| العاصمة                                                   | فونافوتي                       | نايبيداو، يانغون |
| اللغة الرسمية                                             | اللغة التوفالوية، لغة إنجليزية | اللغة البورمية   |
| العملة                                                    | دولار توفالو                   | كيات ميانماري    |
| الناتج المحلي الإجمالي (بليون دولار)                      | 39.73 مليون                    | 69.32 مليار      |
| الناتج المحلي الإجمالي (تعادل القوة الشرائية) بليون دولار | 38.93 مليون                    | 282.95 مليار     |
| الناتج المحلي الإجمالي الاسمي للفرد دولار أمريكي          | 3.29 ألف                       | 1.16 ألف         |
| الناتج المحلي الإجمالي للفرد دولار أمريكي                 | 3.77 ألف                       |                  |
| مؤشر التنمية البشرية                                      |                                | 0.536            |
| رمز المكالمات الدولي                                      | +688                           | +95              |
| رمز الإنترنت                                              | .tv                            | .mm              |
| المنطقة الزمنية                                           | ت ع م+12:00                    | ت ع م+06:30      |

## منظمات دولية مشتركة
يشترك البلدان في عضوية مجموعة من المنظمات الدولية، منها:
| علم المنظمة | اسم المنظمة                   | تاريخ انضمام توفالو | تاريخ انضمام ميانمار |
| ----------- | ----------------------------- | ------------------- | -------------------- |
|             | مؤسسة التنمية الدولية         | 24 يونيو 2010       | 5 نوفمبر 1962        |
|             | منظمة حظر الأسلحة الكيميائية  | ?                   | ?                    |
|             | الأمم المتحدة                 | 5 سبتمبر 2000       | 19 أبريل 1948        |
|             | الاتحاد الدولي للاتصالات      | 15 أغسطس 1996       | 15 سبتمبر 1937       |
|             | البنك الدولي للإنشاء والتعمير | 24 يونيو 2010       | 3 يناير 1952         |
|             | الاتحاد البريدي العالمي       | ?                   | ?                    |
|             | بنك التنمية الآسيوي           | 1993                | 1973                 |
|             | يونسكو                        | 21 أكتوبر 1991      | 27 يونيو 1949        |

## وصلات خارجية
- موقع وزارة الخارجية الميانمارية